# Малов Роман Вікторович
Малов Роман Вікторович (рос. Малов Роман Викторович; 24 вересня 1977, м. Москва, СРСР) — російський хокеїст, нападник. Майстер спорту.
Роман одружений, дружина Євгенія, четверо дітей.
Виступав за «Сокіл» Новочебоксарськ, «Будівельник» (Караганда), «Авангард», «Kingston Frontenacs» (OHL), «Спартак» (Москва), «Мотор» (Заволжя), «Торпедо» (Нижній Новгород), «Сєвєрсталь», «Трактор», «Хімік» (Воскресенськ), «Сокіл» (Київ), Компаньйон-Нафтогаз, «Саров» (Саров).
Досягнення
- Бронзовий призер МХЛ (1996)
- Чемпіон Росії у вищій лізі (2003)
- Чемпіон України (2008, 2009), срібний призер (2013), бронзовий призер (2012).